# Gutskapelle (Breese im Bruche)

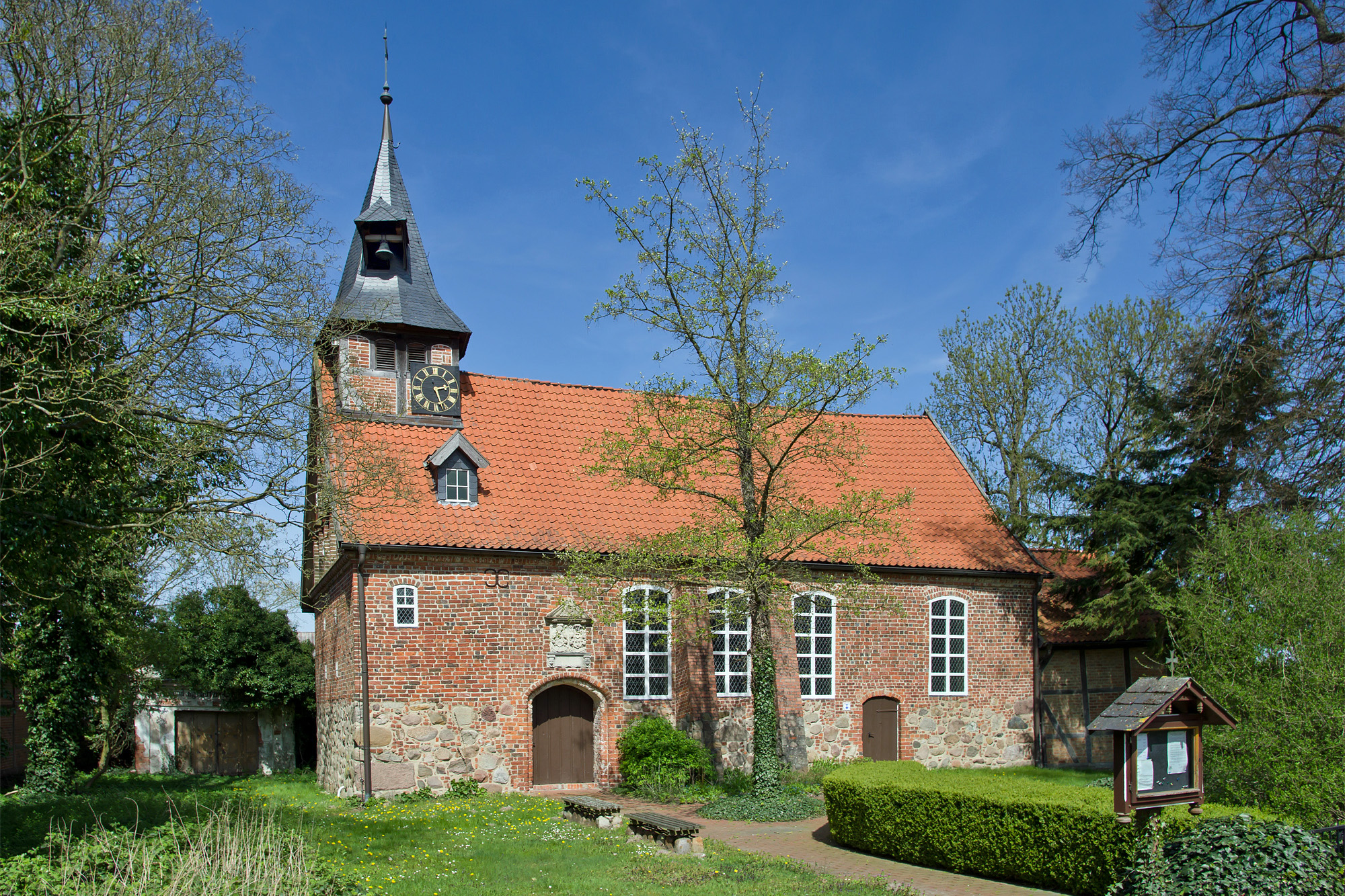
Gutskapelle

Die evangelisch-lutherische, denkmalgeschützte, im Eigentum der Grafen Grote befindliche Gutskapelle steht in Breese im Bruche, einem Ortsteil der Gemeinde Jameln in der Samtgemeinde Elbtalaue im Landkreis Lüchow-Dannenberg von Niedersachsen. Die Kirchengemeinde gehört zur Region Nord des Kirchenkreises Lüchow-Dannenberg im Sprengel Lüneburg der Evangelisch-Lutherischen Landeskirche Hannovers.

## Geschichte
Thomas Grote verlegte 1517 den Familiensitz von Stillhorn zum Rittergut Breese. Er war Statthalter in Celle und ein wichtiger Berater Ernst des Bekenners. Sein Sohn Jacob ließ unmittelbar nach dem Tod seines Vaters im Jahr 1563 die erste Holzkirche in Breese errichten. Bereits 1592/95 veranlassten der Sohn des Erbauers, Otto X. Grote, und seine Frau den Abriss und Neubau der heutigen Kapelle im Baustil der Renaissance.

## Beschreibung
Die rechteckige Saalkirche wurde laut Inschrift über dem Portal im Süden 1592 durch Otto Grote erbaut. Der untere Teil der Wände ist aus Feldsteinen, der obere aus Backsteinen. Die Giebel sind durch Lisenen und Gesimse gegliedert. Aus dem Satteldach erhebt sich im Westen ein Dachreiter aus Holzfachwerk. In seinem Glockenstuhl hängt eine 1702 gegossene Kirchenglocke. Der Dachreiter trägt einen achtseitigen, schiefergedeckten, spitzen Helm mit einem Kragträger für die 1654 gegossene Schlagglocke. Die Sakristei an der Ostseite ist ebenfalls in Holzfachwerk ausgeführt. Ein Mausoleum wurde im 18. Jahrhundert an das Gebäude angebaut.
Das hölzerne Tonnengewölbe des Innenraums ist ganz mit Malereien bedeckt. In Medaillons mit Beschlagwerk sind Szenen des Alten Testaments dargestellt. Im Norden befindet sich eine eingeschossige, im Westen eine zweigeschossige Empore. Ihre Brüstungen sind mit Szenen des Neuen Testaments bemalt. Die 1595 datierten Malereien fertigte der aus Walsrode stammende Kirchenmaler Hans Gödecke. Sie wurden 1854 und 1887 vergröbernd übermalt, seit 1976 aber wieder restauriert. Die mittlere Brüstung des zweiten Emporengeschosses wurde anlässlich des Besuchs von König Georgs V. 1865 beim Einbau der von Emil Hammer Orgelbau errichteten Orgel mit sieben Registern und einem Manual entfernt. Da sie nicht mehr spielbar ist, wird eine kleine Truhenorgel genutzt. Zur Kirchenausstattung gehören ein um 1595 entstandenes schmales Taufbecken und ein Kanzelaltar von 1717.